# 畠山勝義
畠山 勝義（はたけやま かつよし、1947年 - ）は日本の医師（医学博士）で新潟大学医歯学総合病院長である。

## 学歴・職歴
- 1971年（昭和46年）- 3月、新潟大学医学部卒業。
  - 4月、秋田赤十字病院外科にて臨床研修。
- 1973年（昭和48年）- 5月、新潟大学医学部外科学第一講座。
- 1983年（昭和58年）- 8月、ロンドン大学外科に留学。
  - 11月、ミシガン大学外科に留学。
- 1993年（平成5年）- 1月、新潟大学医学部外科学第一講座・教授。
- 1996年（平成8年）- 7月、文部省在外研究員（ピッツバーグ大学外科、ミネソタ大学外科、バーミンガム大学外科）
- 2001年（平成4年）- 4月、新潟大学大学院医歯学綜合研究科・教授に配置換。
- 2007年（平成19年）- 4月、新潟大学医歯学総合病院長。

## 学会活動
- 日本外科学会、評議員・理事 （2004.4-2006.3）
- 日本消化器病学会、財団評議員・理事（2004.10- ）
- 日本大腸肛門病学会、評議員・理事（2004.11- ）
- 日本外科代謝栄養学会、評議員・理事長（2006.7- ）
- 日本静脈経腸栄養学会、評議員・理事長（1999.2- ）
- 日本消化器外科学会、代議員
- 日本臨床外科学会、評議員
- 日本癌治療学会、評議員
- American College Surgeons（Fellow）
- American Society of Colon and Rectal Surgery（Member）
- International Society of Digestive Surgery（Member）

## 著書
- 消化器外科手術のための解剖学小腸・大腸、肛門部疾患、肝臓・胆嚢・胆道系、脾臓・脾（改訂版）メジカルビュー社。
- 消化器外科手術のための解剖学食道、胃・十二指腸、腹壁・ヘルニア（改訂版）メジカルビュー社。
- 静脈経腸栄養ハンドブック - 各種病態における実際、中外医学社。
- 専門医をめざすための経験すべき下部消化管手術、メジカルビュー社
- 小腸・大腸、肛門部疾患、肝臓・胆嚢・胆道系、膵臓・脾臓消化器外科手術のための解剖学、メジカルビュー社